# 133 Tauri
133 Tauri är en blåvit underjätte i Oxens stjärnbild.
133 Tau har visuell magnitud +5,29 och befinner sig på ett avstånd av ungefär 635 ljusår.